# Taborî, Baranivka
Taborî (în ucraineană Табори) este un sat în comuna Iosîpivka din raionul Baranivka, regiunea Jîtomîr, Ucraina.

## Demografie
Componența lingvistică a localității Taborî
     Ucraineană (98,86%)
     Rusă (1,14%)
Conform recensământului din 2001, majoritatea populației localității Taborî era vorbitoare de ucraineană (98,86%), existând în minoritate și vorbitori de rusă (1,14%).